# Čaršijska džamija de Prijedor
La Čaršijska džamija, la « mosquée de la čaršija » (la vieille ville), est située en Bosnie-Herzégovine, dans la ville de Prijedor et sur le territoire de la Ville de Prijedor. Elle a été construite dans les années 1840 et est inscrite sur la liste des monuments nationaux de Bosnie-Herzégovine.